# Willy Hautvast
Johannes Wilhelmus "Willy" Hautvast (Amby, 31 augustus 1932 – Nijmegen, 6 mei 2020) was een Nederlands componist en klarinettist.

## Levensloop
Als zoon van een beroepsmusicus koos ook hij voor een loopbaan in de muziek. Willy Hautvast studeerde klarinet aan het conservatorium in Maastricht. 
Van 1951 tot 1974 was Willy Hautvast als solo-klarinettist verbonden aan de Kapel van de Koninklijke Luchtmacht. Voor dat orkest maakte hij ongeveer 250 arrangementen. Vanaf 1960 begon hij zijn arrangementen en composities te publiceren. In 1970 won hij de tweejaarlijkse Hilvarenbeekse Muziekprijs voor zijn compositie Festal Suite. 
In 1974 werd hij benoemd tot hoofd van de afdeling harmonie, fanfare en klassieke muziek van De Lindenberg in Nijmegen. Daarnaast was hij ruim dertig jaar dirigent van verschillende orkesten. Ook was hij jurylid bij concertwedstrijden voor harmonie en fanfare.
In 1991 kreeg Willy Hautvast de koninklijke onderscheiding van Ridder in de Orde van Oranje-Nassau.
Willy Hautvast overleed in 2020 op 87-jarige leeftijd.
Zijn broer Guus Hautvast was hoboïst onder andere in het AVRO omroep-amusementsorkest "De Zaaiers", in het symfonieorkest van Havana onder Erich Kleiber en in het Promenade-Orkest.

## Composities voor harmonie, fanfare en brassband
- 1965 Funny Fantasy
- 1969 Viva el Torro
- 1970 Festal Suite
- 1970 Music to Relax
- 1972 Playful Interlude
- 1972 Evolutions Ouverture
- 1975 Musique à la Carte
- 1977 Happy go Lucky voor Xylofoon en harmonieorkest
- 1979 Theme Varié
- 1979 Suite Fantasque
  1. Introduction
  2. Burlesque
  3. Scherzo
  4. Air
  5. Danse Ternaire
- 1980 Sinfonia Italiano
- 1982 Nijmegen Variaties
- 1983 Petite Suite Pittoresque
  1. Prélude Classique
  2. Danse Populaire
  3. Intermède Moderne
  4. Final Baroque
- 1986 Concertante Muziek
- 1989 A Dutch Overture
- Belcanto Ouverture
- Choral Prelude
- Merry Christmas
- Ouverture Française
- Paganini Variations
- Puccini in Concert
- Quatre bras
  1. Entrée
  2. Danse
  3. Rêverie
  4. Cortège
- Romantic Rhapsody voor brassband